# Think City
Think City er en to personers elbil med elmotor fra det norske firma Think. Fra december 2009 produceres Think City på fabriken Valmet Automotive i Uusikaupunki, Finland. 
Think Citys totalvægt er 1397 kg og den har en rækkevidde på ca. 170 km ved bykørsel på en opladning. Topfarten er 100 km/t. Den har ABS-bremser, airbags og den nedre stålramme bærer hele hjulophænget og kollisionsstrukturen. Motoren er en 3-faset 30 kW asynkron elektromotor som drives af et 250 kg tungt lithium-ion batteri, der sammen med motoren er monteret under bagagerumsgulvet 
Den norske elbilsfabrikant Think kom i økonomiske vanskeligheder i 2009 på grund af  mangel på kapital. De nye medejere er fra 2010 Valmet Automotive og grønne investeringsfonde fra Storbritannien og USA, og en investeringsfond under den norske stat. 